# Portugál krémes
A portugál krémes (pastel de nata; kiejtés: [pástel de nátá]; többes szám: pastéis de nata), úgy is ismert, mint pastel de Belém, egy levelestészta-kosárkába töltött, tojássárgájakrémből készült édes sütemény. Portugálián túl különösen népszerű Nyugat-Európa egyes részein, valamint a világ Portugáliával a történelem során szorosabb kapcsolatba került területein, mint Brazília és Kelet-Ázsia (pl. Makaó, Japán).

## Történet
A portugál krémest a belémi (ma Lisszabon egy kerülete) Szent Jeromos-kolostor (Mosteiro dos Jerónimos) lakói alkották meg a 18. század előtt. Az apácák és szerzetesek ruháinak keményítéséhez felhasznált nagy mennyiségű tojásfehérje mellett megmaradt tojássárgája ugyanis kiválóan alkalmas volt édes sütemények készítésére. Ezek egyike volt a pastel de nata. 
Az 1820-as liberális forradalmat követően a szerzetesrendeket feloszlatták, a receptet pedig eladták. 1837-ben nyílt meg a Fábrica de Pastéis de Belém, amely azóta is megszakítás nélkül gyártja az időközben világhírűvé vált süteményt.
A belémi portugál krémes 2009-ben felkerült a brit Guardian „The 50 best things to eat in the world, and where to eat them” listájára.

## Pastel de Belém
A pastel de Belém eredetvédett kifejezés. Kizárólag a Fábrica de Pastéis de Belém által készített süteményeket hívhatják így, míg a Portugália és a világ más részein készült portugál krémes a pastel de nata.

## Elkészítése
Bár az eredeti recept szigorúan titkos, a világon több helyen is készítenek ahhoz – ideális esetben – szinte megszólalásig hasonló süteményt. 
Az elkészítés első pillantásra egyszerűnek tűnik, a titok a részletekben rejlik.
A pastel de Belém receptjének ismerői szerint a trükk a különleges sütési technológia mellett az alapanyagok gondos kiválasztása és előkészítése. A végeredmény akkor tökéletes, ha a krém pontosan olyan állagú lesz, hogy harapáskor krémes, de még pont nem folyós. A tészta pedig annyira vékony, hogy még éppen meg tudja tartani a krémet. Ezt úgy érik el, hogy kivételesen magas hőmérsékletű sütőben, kb. 400 fokon, hirtelen sütik meg a krémmel töltött kosárkákat. Az eredmény egy egyszerre ropogós és mégis puha, a tetején finoman karamellizálódott különleges sütemény.
Bár a tökéletes pastel de nata csak professzionális körülmények között készíthető el, de házilag is alkotható ahhoz nagyon hasonlító sütemény. Az alábbiakban olvasható az interneten megosztott számos recept alapján összeállított lehető legegyszerűbb iránymutató.

### Hozzávalók
- 30 dkg leveles tészta
- 4 tojássárgája, szobahőmérsékleten
- 4 dl tej
- 10 dkg cukor
- 3 dkg liszt
- 5 dkg vaj

### Elkészítés
A lisztet egy kevés tejjel csomómentesre keverjük. A maradék tejet a cukorral, egy csipet sóval és a vajjal finoman felforraljuk, majd hozzáadjuk a kikevert liszthez, elkeverjük, és állandó kevergetéssel újra lehűtjük. Ekkor hozzáadjuk a tojássárgákat is, és simára keverjük.
A leveles tésztát a lehető legvékonyabbra nyújtjuk, majd  rövid csíkokra vágjuk, és ezekkel kibéleljük egy muffintepsi kivajazott mélyedéseit. Mindegyikbe körülbelül 2/3-ig töltünk a krémből.
A lehető legmagasabb fokon előmelegített sütőben 10-15 percig sütjük, a tetejét egy kicsit grillel karamellizáljuk.
A végeredmény természetesen nem az eredeti Pastel de Nata, de kis gyakorlással és szerencsével jól megközelíthetjük azt.

## Fordítás
- Ez a szócikk részben vagy egészben  a   pastel de nata című angol Wikipédia-szócikk ezen változatának fordításán alapul.  Az eredeti cikk szerkesztőit annak laptörténete sorolja fel. Ez a jelzés csupán a megfogalmazás eredetét és a szerzői jogokat jelzi, nem szolgál a cikkben szereplő információk forrásmegjelöléseként.
- Ez a szócikk részben vagy egészben  a   pastel de nata című portugál Wikipédia-szócikk ezen változatának fordításán alapul.  Az eredeti cikk szerkesztőit annak laptörténete sorolja fel. Ez a jelzés csupán a megfogalmazás eredetét és a szerzői jogokat jelzi, nem szolgál a cikkben szereplő információk forrásmegjelöléseként.